# Sohavégetnemérős
A szócikk címe technikai okok miatt pontatlan. A helyes cím: #Sohavégetnemérős.
A #Sohavégetnemérős 2016-ban bemutatott magyar film, amelynek a rendezője Tiszeker Dániel, producere Lévai Balázs, a zeneszerzője Csöndör László (Diaz), az írói Horváth András Dezső, Fehér Gáspár és Fehér Boldizsár. A film a Select forgalmazásában jelent meg.
Magyarországon 2016. december 1-én mutatták be a mozikban.

## Ismertető
A film a húszas éveikben járó fiataloknak a 2010-es évek közepére jellemző ismerkedési mintázatai közül mutat be néhányat – melyekben jelentős szerepet kapnak a kor akkoriban újszerűnek számító technikai újításai, mint a Facebook video-beszélgetési funkciója vagy a Tinder nevű társkereső mobiltelefonos alkalmazás –, sok vígjátéki elemmel fűszerezve, könnyed stílusban, s a témához illeszkedő képi világgal. Az egyes pártörténetek többé-kevésbé elkülönülnek egymástól, de olykor össze-össze is érnek, és keretbe fogja őket az időszak egyik közkedvelt hazai együttese, a Wellhello koncertturnéja (olyannyira, hogy a zenekari tagok nemcsak zenészként működnek közre, de jó pár jelenetben színészként is felbukkannak, természetesen saját magukat alakítva).

## Szereplők

### Főszereplők
- Fluor – Fluor
- Diaz – Diaz
- Szabi – Ötvös András
- Andi – Trecskó Zsófia
- Anna – Molnár Nikolett
- Balázs – Lukács Dániel
- Timi – Roszik Fruzsina
- Pali – Molnár Gusztáv
- Zsófi – Zsigmond Emőke
- Móni – Hartai Petra
- Ricsi – Orosz Ákos
- Marci – Tóth János Gergely
- Kata – Sztarenki Dóra
- Kristóf – Lábodi Ádám
- Nóra – Mészáros Blanka
- Miki – Dékány Barnabás
- Juli – Tolnai Hella
- Gabi – Rainer-Micsinyei Nóra
- Ica néni – Csombor Teréz
- Rendőr – Rózsa Krisztián
- Szelfis Ivett – Edvi Henrietta
- Bagel – Gébel Gábor

### Mellékszereplők
- #hányadikigazivoltez narrátora – Hevér Gábor
- #bártudtamvolnaelőrecsalódni narrátora – Korbuly Péter
- Zalán – Tóth Simon Ferenc
- Tomi – Ember Márk
- Tibi – Noé Viktor
- Géza – Varga Ádám
- Buszsofőr – Simon Gábor
- Blanka – Farsang Emese
- Zita – Fenyvesi Laura
- Pincér-Tinder – Sándor Dávid
- Marsalkó Dávid – Marsalkó Dávid
- Tesco dolgozó – Dóka Tamás
- Ildikó – Vas Judit Gigi
- Ivana – Rujder Vivien
- Anna – Józsa Bettina
- Fruzsi – Mayer Szonja
- Szilvi – Ténai Petra
- Réka – Kappelmayer Zita
- Kolléga Laci – Baronits Gábor
- Bella – Osváth Judit
- Debreceni pincér – Kiss Imi
- Taxisofőr – Janklovics Péter
- Takács doktor – Telekes Péter
- Margó néni – Zsurzs Kati
- Bringás – Szabó Simon
- Gege – Apjok Gergely
- Csőrike – Tóth Gergő
- Lepattanó – Perlay Péter

## Zenék a filmben
Wellhello zenéi
- Rakpart (előadó: Wellhello; szöveg: Karácson Tamás; zene: Csöndör László)
- Széthagyott ruhák (előadó: Wellhello; szöveg: Karácson Tamás; zene: Csöndör László)
- Balatonyi nyár (előadó: Pixa & Stereo Palma feat. Wellhello; szöveg: KFT; zene: KFT)
- Rakpart – akusztik (előadó: Marge; szöveg: Karácson Tamás; zene: Csöndör László)
- Oldalzseb (előadó: Wellhello; szöveg: Karácson Tamás; zene: Csöndör László)
- Retúrjegy (előadó: Wellhello; szöveg: Karácson Tamás; zene: Csöndör László)
- Késő már (előadó: Wellhello; szöveg: Karácson Tamás; zene: Csöndör László)
- Sokszor volt már így (előadó: Wellhello; szöveg: Karácson Tamás; zene: Csöndör László)
- A város szemei (előadó: Wellhello; szöveg: Karácson Tamás; zene: Csöndör László)
- A város szemei – Cover (előadó: Aznaposok; szöveg: Karácson Tamás; zene: Csöndör László)
- Emlékszem Sopronban (előadó: Wellhello & Halott Pénz; szöveg: Karácson Tamás és Marsalkó Dávid; zene: Csöndör László)
- Emlékszek Sopronban (Backstage) (előadó: Wellhello & Halott Pénz feat. Band Of StreetS; szöveg: Karácson Tamás és Marsalkó Dávid; zene: Csöndör László)
- #Sohavégetnemérős (előadó: Wellhello; szöveg: Karácson Tamás; zene: Csöndör László)

## Forgatási helyszínek
A film viszonylag sok jelenete zajlik külső helyszíneken, s ezek jelentős részét többé-kevésbé létező, jól felismerhető, turisztikailag népszerű helyeken vették fel. Felbukkan a filmben többek között a soproni VOLT Fesztivál színhelye, Veszprém látképe és óvárosa, a Várkert-kioszk, a Balaton zamárdi partszakasza és Debrecen belvárosa, megjelenik az Erzsébet híd, a Megyeri híd és a kőröshegyi völgyhíd is.